# Rosno Cup 2004
Rosno Cup 2004 byl turnaj ze série Euro Hockey Tour. Hokejový turnaj byl odehrán od 16.12.2004 – do 19.12.2004 v Moskvě.

## Výsledky a tabulka
|    |         | RUS   | FIN    | CZE    | SWE     | V | VP | PP | P | Skóre | B |
| 1. | Rusko   | Rusko | 2:1    | 1:0    | 4:1     | 3 | 0  | 0  | 0 | 7:2   | 9 |
| 2. | Finsko  | 1:2   | Finsko | 5:4    | 3:0     | 1 | 1  | 0  | 1 | 9:6   | 5 |
| 3. | Česko   | 0:1   | 4:5    | Česko  | 4:3 SN  | 0 | 1  | 1  | 1 | 8:9   | 3 |
| 4. | Švédsko | 1:4   | 0:3    | 3:4 SN | Švédsko | 0 | 0  | 1  | 2 | 4:11  | 1 |

 Česko –  Švédsko 4:3  SN  (2:1, 0:0, 1:2 – 0:0) Zpráva
16. prosince 2004 (15:00) – Moskva (Lužniki)
- Branky  Česko: 4:30 Aleš Hemský, 9:15 Pavel Rosa, 44:00 Josef Vašíček, rozhodující  SN  Tomáš Vlasák
- Branky  Švédsko: 6:53 Lars Jonsson, 46:21 Sanny Lindström, 47:15 Christian Berglund
- Rozhodčí: Karabanov – Olenin, Šeljanin (RUS).
- Vyloučení: 5:4 (0:0)
- Diváků: 450

Česko: Jiří Trvaj – Radek Martínek, Tomáš Kaberle, Martin Škoula, Miroslav Blaťák, Jan Novák, Jan Hejda, František Ptáček, Vladimír Sičák – Tomáš Vlasák, Josef Vašíček, Jaroslav Hlinka – Pavel Rosa, Michal Mikeska, Ladislav Kohn – Aleš Hemský, Václav Nedorost, Radim Vrbata – Zbyněk Irgl, Tomáš Divíšek, Miloslav Hořava.
Švédsko: Holmqvist – Frögren, Lilja, Oduya, Tallinder, S. Lindström, Jonsson – Samuelsson, Davidsson, Hannula – Nordgren, Hagos, Hedström – Nilsson, Rönnqvist, Ledin – Melin (41. Ölvestad), Franzén, Berglund.

 Rusko –  Finsko 2:1 (1:1, 1:0, 0:0) Zpráva
16. prosince 2004 (19:00) – Moskva (Lužniki)
- Branky  Rusko: 3:16 Ilja Kovalčuk, 38:56 Fjodor Ťutin
- Branky  Finsko: 6:58 Ville Peltonen
- Rozhodčí: T. Andersson (SWE) – Kamurkin, Lifanov (RUS).
- Vyloučení: 3:4.(1:0)
- Diváků: 4 500

Rusko: Bryzgalov – Guskov, Višněvskij, Kondratěv, Tjutin, Chomickij, Gusev, Rjazancev, Proškin – Kovaljov, Dacjuk, Kovalčuk – F. Fjodorov, Skugarev, Semin – Saprykin, Kudašov, Žerděv – Simakov, Kurjanov, Pěrežogin.
Finsko: Norrena – Nummelin (35. Eskeleinen), Markko Kiprusoff, Saravo, Karalahti, Kukkonen, Niinimaa – J. Jokinen, O. Jokinen, Peltonen – Salmelainen, N. Kapanen, Dahlhman – Pesonen, Immonen, Virkkunen – Rita, Filppula, Hahl.

 Švédsko –  Rusko 1:4 (1:1, 0:1, 0:2) Zpráva
18. prosince 2004 (13:00) – Moskva (Lužniki)
- Branky  Švédsko: 5:48 Jonathan Hedström
- Branky  Rusko: 8:47 Alexandr Popov, 36:41 Vitalij Višněvskij, 56:50 Alexandr Sjomin, 57:27 Alexej Kovaljov
- Rozhodčí: Levonen (FIN) – Olenin, Šeljanin (RUS).
- Vyloučení: 11:14 (0:2), navíc Nilsson, Samuelsson, Frödgren na 5 min a do konce utkání, Berglund 10 min. – Semin 10 min, Kovalčuk, Guskov, Gusev na 5 min a do konce utkání.
- Diváků: 7 600

Švédsko: Liv – Frögren, Lilja, Tillinder, T. Johansson, S. Lindström, Jonsson, Oduya – Samuelsson, Davidsson, Nilsson – Nordgren, Hagos, Hedström – Hannula, Ronqvist, Ledin – Ölvestad, Franzén, Berglund.
Rusko: Sokolov – Guskov, Višněvskij, Kondratěv, Tjutin, Chomickij, Gusev, Rjazancev, Proškin – Kovaljov, Dacjuk, Kovalčuk – F. Fjodorov, Skugarev, Semin – Simakov, Kudašov, Saprykin – Pěrežogin, Kurjanov, Popov.

 Finsko –  Česko 5:4 PP (1:2, 0:2, 3:0 – 1:0) Zpráva
18. prosince 2004 (17:00) – Moskva (Lužniki)
- Branky  Finsko: 2:57 Olli Jokinen , 52:17 Jussi Jokinen, 53:22 Jussi Jokinen, 58:56 Olli Jokinen, 60:51 Olli Jokinen
- Branky  Česko: 5:16 Josef Vašíček, 17:09 Václav Nedorost, 33:30 Tomáš Divíšek, 36:53 Jaroslav Hlinka
- Rozhodčí: Zacharov – Bělov, Kisejov (RUS).
- Vyloučení: 3:5 (1:0)
- Diváků: 1 500

Finsko: Bäckström – Marko Kiprusoff, Karalahti, Niinimaa, Kukkonen, Eskelinen, Saravo – Peltonen, O. Jokinen, J. Jokinen – Pirnes, N. Kapanen, Salmelainen – Dahlman, Immonen, Pesonen – Hahl, Filppula, Rita.
Česko: Marek Pinc – Radek Martínek, Tomáš Kaberle, Martin Škoula, Miroslav Blaťák, Jan Novák, Jan Hejda, František Ptáček, Vladimír Sičák – Tomáš Vlasák, Josef Vašíček, Jaroslav Hlinka – 	Pavel Rosa, Michal Mikeska, Ladislav Kohn – Aleš Hemský, Václav Nedorost, Radim Vrbata – Miloslav Hořava, Tomáš Divíšek, Ondřej Veselý.

 Česko –  Rusko 0:1 (0:0, 0:1, 0:0) Zpráva
19. prosince 2004 (13:00) – Moskva (Lužniki)
- Branky  Česko: nikdo
- Branky  Rusko: 37:42 Alexandr Popov
- Rozhodčí: T. Andersson (SWE) – Kamurkin, Lifanov (RUS).
- Vyloučení: 7:6 (0:0)
- Diváků: 8 500

Česko: Jiří  Trvaj – František Ptáček, Tomáš Kaberle, Jan Novák, Jan Hejda, Martin Škoula, Miroslav Blaťák, Radek Martínek, Vladimír Sičák – Tomáš Vlasák, Josef Vašíček, Jaroslav Hlinka – Aleš Hemský, Tomáš Divíšek, Ladislav Kohn – Pavel Rosa, Václav Nedorost, Radim Vrbata – Zbyněk Irgl, Michal Mikeska, Ondřej Veselý.
Rusko: Bryzgalov – Guskov, Višněvskij, Kondratěv, Tjutin, Kuljaš, Gusev, Rjazancev, Proškin – Kovaljov, Dacjuk, Kovalčuk – F. Fjodorov, Skugarev, Semin – Simakov, Kudašov, Saprykin – Pěrežogin, Kurjanov, Popov.

 Finsko –  Švédsko 3:0 (1:0, 0:0, 2:0) Zpráva
19. prosince 2004 (17:00) – Moskva (Lužniki)
- Branky  Finsko: 4:39 Tony Salmelainen, 48:36 Tony Salmelainen, 59:51 Janne Niinimaa
- Branky  Švédsko: nikdo
- Rozhodčí: Zacharov – Bělov, Kiseljov (RUS).
- Vyloučení: 8:7 (1:0) navíc Hedström (SWE) na 5 min a do konce utkání.
- Diváků: 2 000

Finsko: Norrena – Marko Kiprusoff, Karalahti, Niinimaa, Kukkonen, Eskelinen, Saravo – Peltonen, N. Kapanen, J. Jokinen – Pirnes, O. Jokinen, Salmelainen – Dahlman, Immonen, Pesonen – Hahl, Filppula, Rita.
Švédsko: Liv (19. – 20. Holmqvist) – Tillinder, S. Lindström, Frögren, Lilja, Oduya, T. Johansson, Jonsson – Nordgren, Hagos, Hedström (30. Melin) – Samuelsson, Davidsson, Nilsson – Hannula, Rönnqvist, Ledin – Ölvestad, Franzén, Berglund.

## Statistiky

### Nejlepší hráči
| Pozice                | Hráč             |
| --------------------- | ---------------- |
| Brankář               | Fredrik Norrena  |
| Obránce               | Tomáš Kaberle    |
| Útočník               | Pavel Dacjuk     |
| Nejlepší hráč turnaje | Aleksej Kovaljov |

### All Stars
| Pozice  | Hráč               |
| ------- | ------------------ |
| Brankář | Ilja Bryzgalov     |
| Obránce | Vitalij Višněvskij |
| Obránce | Henrik Tallinder   |
| Útočník | Ilja Kovalčuk      |
| Útočník | Olli Jokinen       |
| Útočník | Tomáš Vlasák       |

### Kanadské bodování
| Poř. | Kanadské bodování | Branky | Přihrávky | Body |
| ---- | ----------------- | ------ | --------- | ---- |
| 1.   | Jussi Jokinen     | 2      | 4         | 6    |
| 2.   | Josef Vašíček     | 2      | 2         | 4    |
| 3.   | Olli Jokinen      | 3      | 0         | 3    |
| 3.   | Janne Niinimaa    | 1      | 2         | 3    |
| 3.   | Ville Peltonen    | 1      | 2         | 3    |